# Polinômios de Geronimus
Em matemática, os polinômios de Geronimus podem referir-se a diversas famílias diferentes de polinômios ortogonais estudados por Yakov Geronimus.